# Židovský hřbitov v Písku
Židovský hřbitov v Písku se nachází asi 700 m na severozápad od železniční zastávky Písek zastávka v polích za Pražským předměstím. V současné podobě má rozlohu 4461 m2 a je chráněn jako kulturní památka České republiky.
Hřbitov byl založen v roce 1876 a nejstarší náhrobky pocházejí z konce 19. století. Pohřbívalo se zde až do roku 1961.
V letech 1968–1970 byly zbořeny zde stojící budovy, načež byla v roce 1981 odvezena i část zdejších náhrobků. K částečné obnově na zmenšeném půdorysu došlo po roce 1991. Celkem se zde dochovalo asi 60 náhrobních kamenů a řada podstavců.
Písecká židovská komunita přestala existovat v roce 1940.

## Galerie

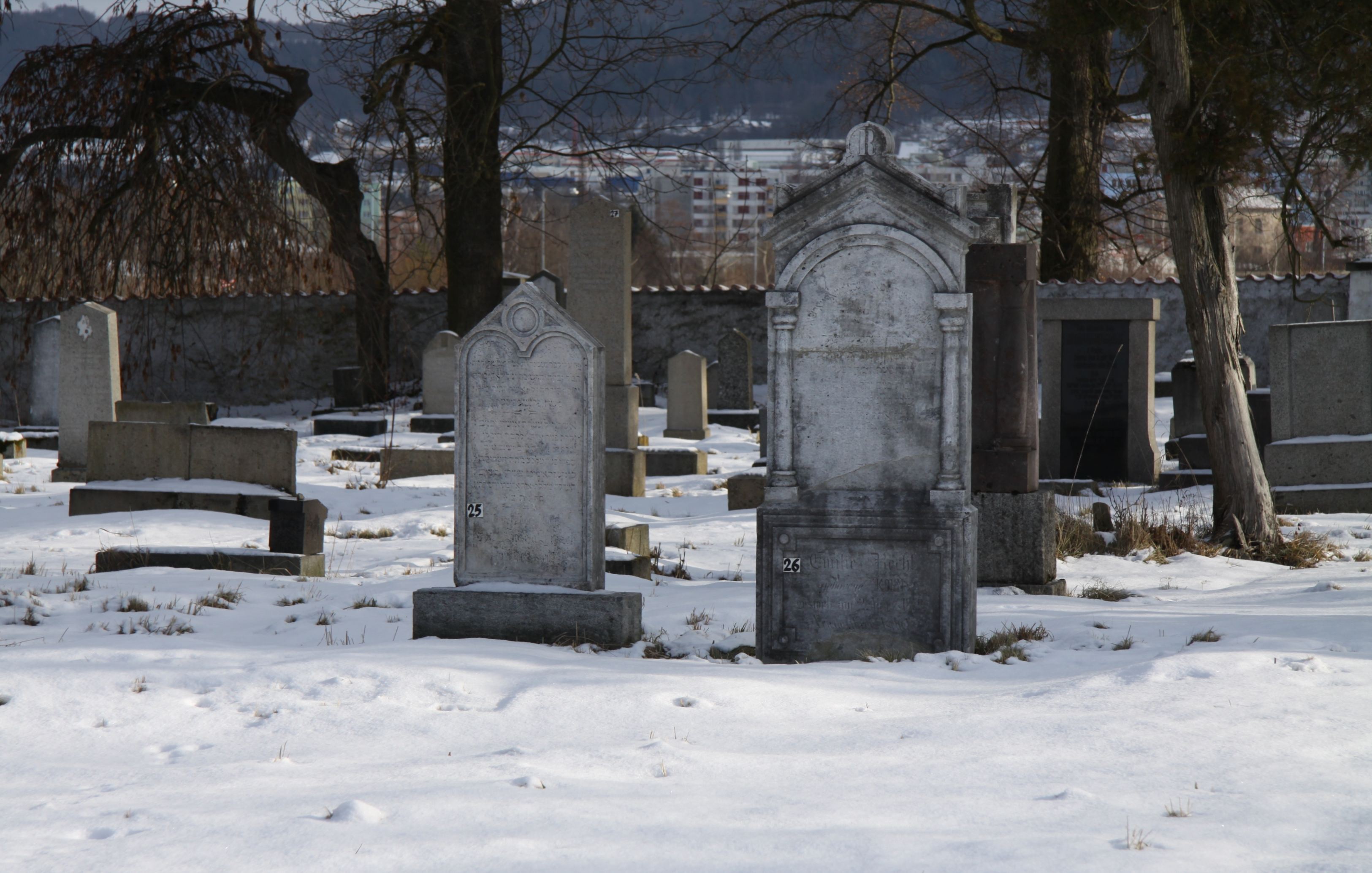
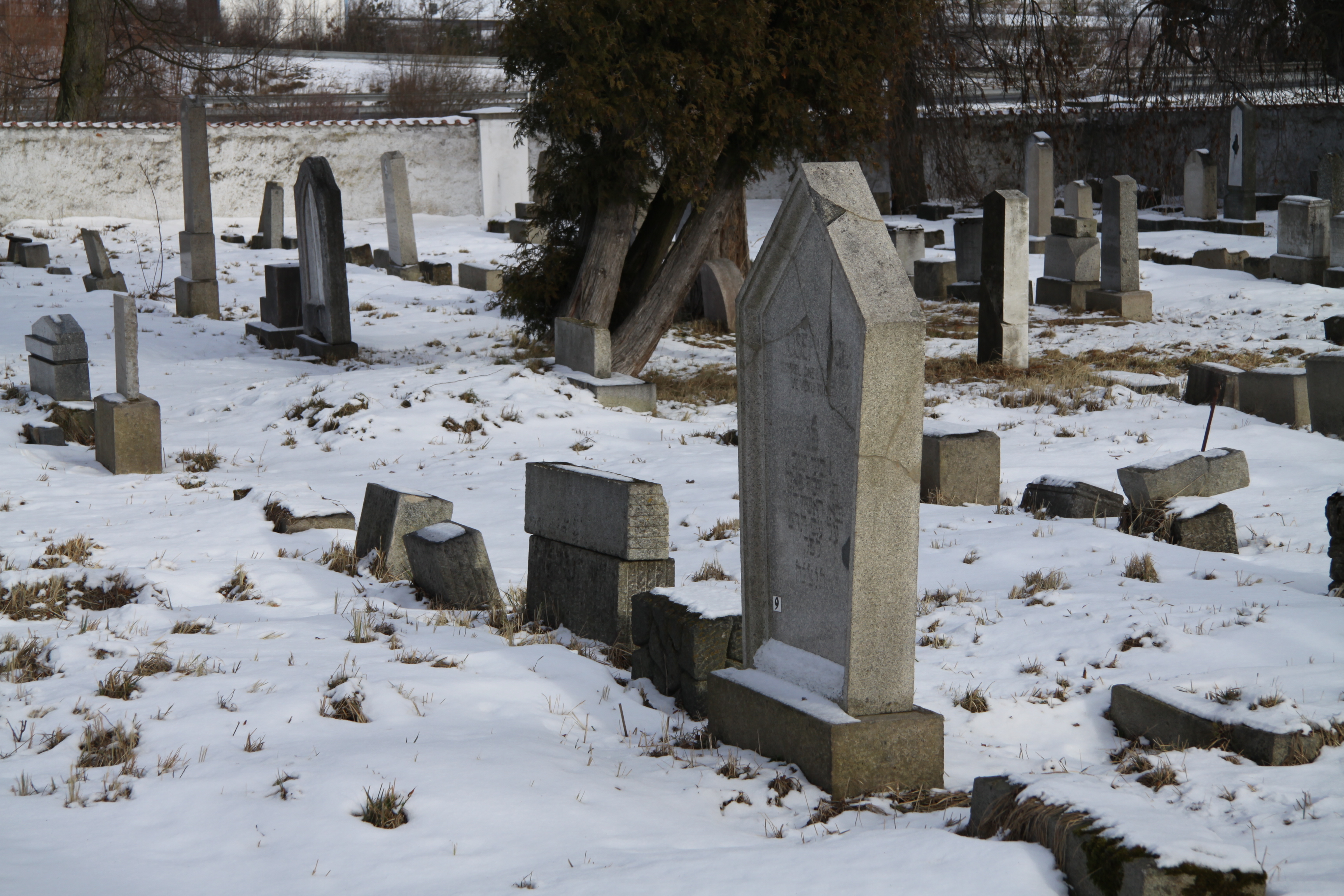
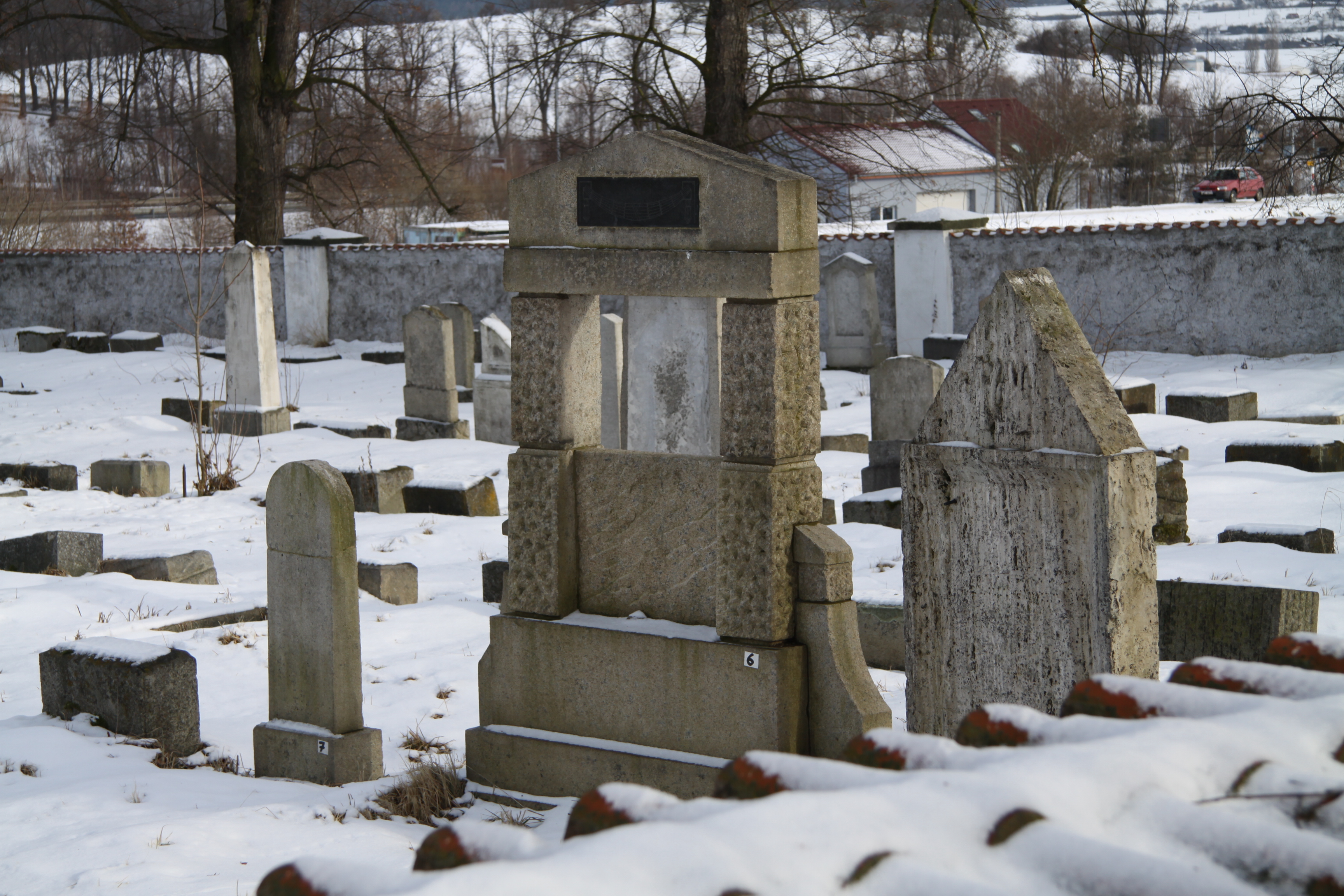